# Anthomyia chilensis
Anthomyia chilensis är en tvåvingeart som först beskrevs av Macquart 1851.  Anthomyia chilensis ingår i släktet Anthomyia och familjen blomsterflugor. Inga underarter finns listade i Catalogue of Life.